# Комбофонтен
Комбофонте́н (фр. Combeaufontaine) — коммуна во Франции, находится в регионе Франш-Конте. Департамент — Верхняя Сона. Административный центр кантона Комбофонтен. Округ коммуны — Везуль.
Код INSEE коммуны — 70165.

## География
Коммуна расположена приблизительно в 300 км к юго-востоку от Парижа, в 55 км севернее Безансона, в 23 км к северо-западу от Везуля.
Около половины территории коммуны занимают леса.

## Население
Население коммуны на 2010 год составляло 556 человек.
| 1962 | 1968 | 1975 | 1982 | 1990 | 1999 | 2010 |
| ---- | ---- | ---- | ---- | ---- | ---- | ---- |
| 412  | 379  | 347  | 421  | 446  | 496  | 556  |

## Администрация
| Период | Период | Фамилия           | Партия                    | Примечания                       |
| ------ | ------ | ----------------- | ------------------------- | -------------------------------- |
| 1989   | 2001   | Поль Меннеглие    | Радикальная партия        |                                  |
| 2001   | 2008   | Робер Бургуэн     | Союз за народное движение |                                  |
| 2008   | 2014   | Жоэль Лор-Либерса | Социалистическая партия   | член генерального совета кантона |

## Экономика
В 2010 году среди 343 человек трудоспособного возраста (15—64 лет) 247 были экономически активными, 96 — неактивными (показатель активности — 72,0 %, в 1999 году было 67,6 %). Из 247 активных жителей работали 229 человек (125 мужчин и 104 женщины), безработных было 18 (6 мужчин и 12 женщин). Среди 96 неактивных 31 человек были учениками или студентами, 31 — пенсионерами, 34 были неактивными по другим причинам.

## Достопримечательности
- Здание, в котором расположены школа, мэрия и суд (1831 год). Исторический памятник с 2005 года[3]

## Фотогалерея

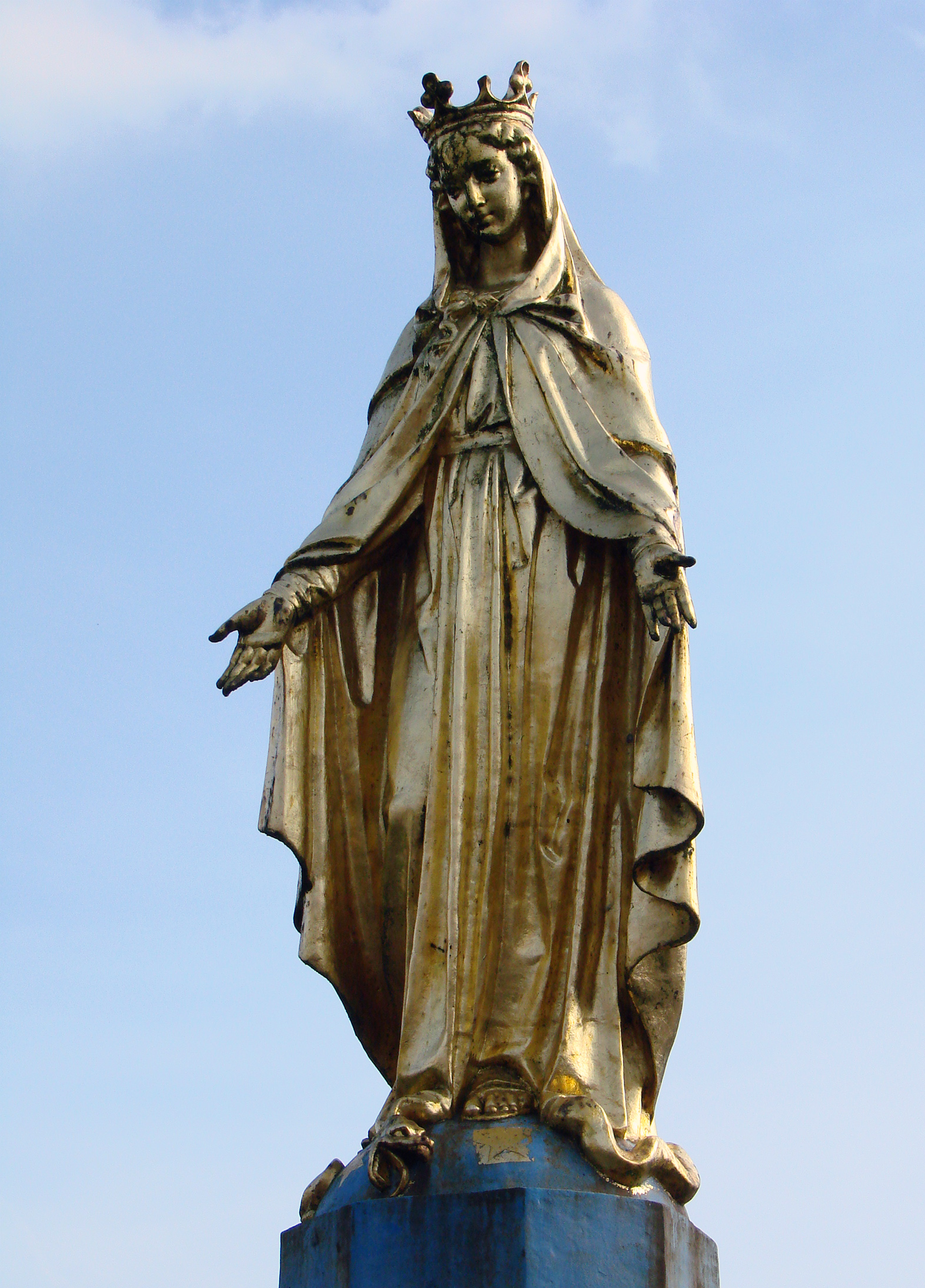
Статуя Девы Марии
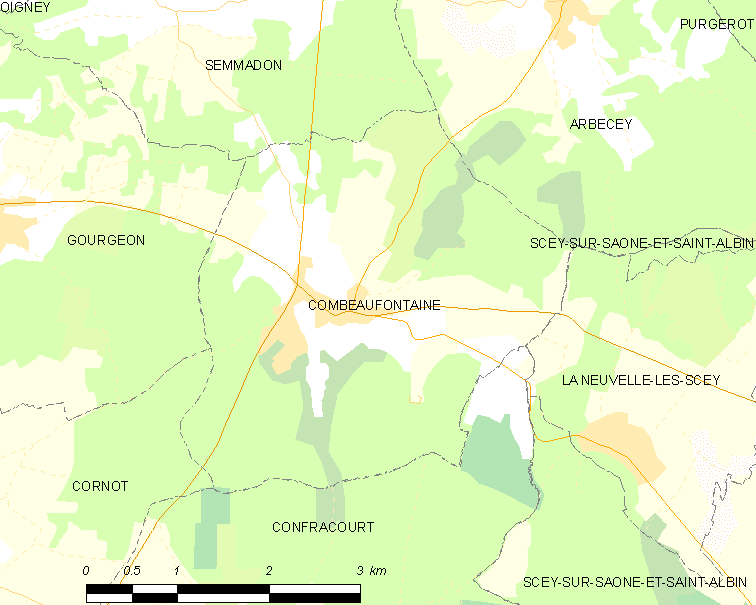
Карта коммуны